# La Joyosa
La Joyosa es una localidad y municipio de España, en la provincia de Zaragoza, comunidad autónoma de Aragón.

## Situación geográfica
La Joyosa es un municipio situado a 20 km de Zaragoza que cuenta con dos núcleos de población, La Joyosa y Marlofa (antiguas dos fincas de la baronía).
La situación geográfica del término municipal de La Joyosa, en el sector central de la Depresión del Ebro y su ubicación respecto al río Ebro, configura el núcleo urbano como un medio rural integrado en el área metropolitana de Zaragoza.
Es el paisaje agrario de regadío el que predomina en el municipio. La huerta con su valor productivo, económico y social, constituye una rica herencia cultural y paisajista, que se trata de proteger e integrar en la planificación urbanística.

## Historia
La Joyosa, llamada antiguamente Pinillo, perteneció durante la Edad Media al Monasterio de Veruela, pasando en el siglo XV a ser señorío secular, hasta 1834, cuando crea su Ayuntamiento.
El origen y evolución de su topónimo permite establecer la siguiente enumeración de nombres con los que se ha conocido a la localidad a que nos referimos: durante la Edad Media se llamó Pinillo y en 1543 aún se denominaba así. Hay que llegar al siglo XVI para hallar el nombre actual, primero Joyosa hasta 1646, y a partir de ahí La Joyosa, nombre con el que se ha conocido hasta hoy.
Antonio Ubieto (1972) identificaba la población de Pinillo con un poblado desaparecido junto a Torres de Berrellén. Pero Isabel Falcón asegura que ha podido comprobar que el lugar de la Joyosa es el mismo que en la Edad Media se llamó Pinillo, según un protocolo del siglo XV. Este hecho queda constatado en el libro registro de Veruela, en el que dice: "El lugar de la Joiosa, se llamó antiguamente Pinillo, que está situado en la orilla de río Xalon entre Marran, Torres, Verrellen y Mezlofa.
Según Guitart Aparicio, La Joyosa toma el nombre de una de las espadas del Cid, aunque según algunos historiadores también se dio este nombre a las de Roldán, Carlomagno y otros. Como se desprende de las referencias documentales históricas consultadas, La Joyosa ha sido una población de señorío durante toda su historia. Primero perteneció al Monasterio de Veruela y luego, ya en el siglo XV, pasa a ser señorío secular hasta época contemporánea. Fue la cabeza de la Baronía creada en 1425, a favor de los Ferrera, después perteneció a los Belvis, marqueses de Bélgida y desde 1838 a los López Quílez, integrándose en la casa ducal de Medina de las Torres.
Con respecto a su evolución administrativa y las estructuras fiscales en las que se integró, La Joyosa perteneció a la Vereda de Tarazona (1646), Corregimiento de Zaragoza (1711-1833) y, partir de 1834 cuenta con ayuntamiento propio.
Se integra en el partido judicial de Zaragoza en el siglo XIX. En lo relativo a sus habitantes y la evolución demográfica experimentada por la localidad a lo largo de la historia, cabe señalar que en 1495, el lugar de La Joyosa (Pinillo) contaba con tres fuegos.
En 1543 había tres fuegos aún. Los moriscos poblaron el lugar elevado número hasta que se decretó su expulsión, que afectó a 18 casas, 5 individuos y 90 personas. Tuvieron que transcurrir dos siglos para recuperar esa población. Durante los siglos XVII y XVII, se contabilizan 16 fuegos en 1646, 13 vecinos con un total de 17 casas habitadas en 1718, y 17 vecinos en 1776, 13 vecinos en 1722 y en 1787, 43 vecinos en 1797. Ya a mediados del siglo XIX había en dicho lugar 26 casas, 21 vecinos y 98 almas.

## Demografía
La Joyosa cuenta con una población de 1132 habitantes (INE 2024).
| Gráfica de evolución demográfica de La Joyosa entre 1842 y 2021 |
| |
| Población de derecho según los censos de población del INE Población de hecho según los censos de población del INEEntre el censo de 1857 y el anterior, crece el término del municipio porque incorpora a 505009 (Marlofa) |

## Administración y política
| Período   | Alcalde                            | Partido      |  |
| --------- | ---------------------------------- | ------------ |  |
| 1979-1983 | Ángel Lasheras Villanueva          | UCD          |  |
| 1983-1987 | Ángel Lasheras Villanueva          | Ind.         |  |
| 1987-1991 | Ángel Lasheras Villanueva          | Ind.         |  |
| 1991-1995 | Ángel Lasheras Villanueva          | Ind.         |  |
| 1995-1999 | Ángel García Santabárbara          | PSOE-Aragón  |  |
| 1999-2003 | Ángel García Santabárbara          | PSOE-Aragón  |  |
| 2003-2007 | Ángel García Santabárbara          | PSOE-Aragón  |  |
| 2007-2011 | Ángel García Santabárbara          | PSOE-Aragón  |  |
| 2011-2015 | Ildefonso José García Santabárbara | PP de Aragón |  |
| 2015-2019 | Ildefonso José García Santabárbara | PP de Aragón |  |
| 2019-2023 | Jesús Manuel Ochoa Murcia          | PP de Aragón |  |
| 2023-2027 | Jesús Manuel Ochoa Murcia          | PP de Aragón |  |

| Partido político    | Partido político                                    | 1979   | 1983   | 1987   | 1991   | 1995   | 1999   | 2003   | 2007   | 2011   | 2015   | 2019   | 2023   |
| Partido político    | Partido político                                    | Ediles | Ediles | Ediles | Ediles | Ediles | Ediles | Ediles | Ediles | Ediles | Ediles | Ediles | Ediles |
|                     | Unión de Centro Democrático (UCD)                   | 7      | —      | —      | —      | —      | —      | —      | —      | —      | —      | —      | —      |
|                     | Independientes                                      | —      | 4      | 6      | 4      | —      | —      | —      | —      | —      | —      | —      | —      |
|                     | Partido de los Socialistas de Aragón (PSOE-Aragón)  | —      | —      | —      | 3      | 4      | 5      | 5      | 5      | 1      | 4      | 3      | 2      |
|                     | Partido Popular de Aragón (PP)-Alianza Popular (AP) | —      | 3      | 3      | —      | 0      | 0      | 0      | 0      | 3      | 5      | 6      | 6      |
|                     | Partido Aragonés (PAR)                              | —      | —      | —      | —      | 3      | 2      | 2      | 2      | 3      | —      | —      | —      |
|                     | Vox                                                 | —      | —      | —      | —      | —      | —      | —      | —      | —      | —      | —      | 1      |
| Total de concejales | Total de concejales                                 | 7      | 7      | 7      | 7      | 7      | 7      | 7      | 7      | 7      | 9      | 9      | 9      |

## Cultura

### Fiestas
- Ntra. Sra. la Virgen del Puig, en La Joyosa el 8 de septiembre.
- Ntra. Sra. la Virgen del Rosario en Marlofa, el primer fin de semana de octubre

### Patrimonio
- Palacio del Barón de La Joyosa

- Iglesia parroquial de Marlofa. Ntra. Sra. La Virgen del Rosario

- Iglesia parroquial de La Joyosa. Ntra. Sra. del Puig